# Bolitophila limitis
Bolitophila limitis är en tvåvingeart som beskrevs av Polevoi 1996. Bolitophila limitis ingår i släktet Bolitophila och familjen smalbensmyggor.
Artens utbredningsområde är Finland. Arten är reproducerande i Sverige. Inga underarter finns listade i Catalogue of Life.